# Широпаєв Олексій Олексійович
Олексі́й Олексі́йович Широпа́єв (нар. 23 серпня 1959, Москва) — російський поет, публіцист, політичний діяч, ідеолог неімперського розвитку російської національної держави, заступник голови Народної національної партії Росії. Разом з Петром Хом'яковим та Вадимом Штепою представник так званого «нового російського націоналізму».

## Біографія
Народився в сім'ї службовців. Батько народився у Калузькій області, мати — у Рязанській. Дитинство і юність пройшли в Москві. Закінчив Московське художнє училище. Служив у Радянській Армії, працював художником-реставратором.
Із середини 1980-х років брав активну участь у суспільно-політичній діяльності країни, був членом Московської спілки російської культури «Вітчизна», публікував статті в православних і праворадикальних виданнях. У 1989—1992 роках був активістом християнсько-патріотичного союзу і потім Союзу «Християнське відродження». 17 січня 1990 року був в числі засновників Братерства в ім'я Царя Миколи II. У травні 1990 року увійшов до складу редакції російської газети Союзу «ХВ» «Земщина», працював у редакції журналу «Наш сучасник».
У 1991—1992 роках входив у редколегію газети «Російський прапор» і працював в православному видавництві «Посад». 1993 року був членом редакційної ради «національно-революційної» газети «Наш марш». 1994 року вступив до Праворадикальної партії та брав активну участь у створенні Народної національної партії, де в грудні 1994 обраний одним із заступників голови партії. Друкував свої вірші в газеті «Завтра». 2001 року написав публіцистичне дослідження «В'язниця народу. Руський погляд на Росію», де критикує «імперську ідеологію» Росії.

## Погляди
Олексій Широпаєв належить до плеяди російських націонал-демократів, які будують свою концепцію майбутнього Росії на протиставленні російського народу — імперській державі з центром у Москві. Ідеалом духовного і цивілізаційного вибору вбачає історію середньовічного Новгорода який, на їхню думку, був найприроднішим втіленням російської ментальності і який був зруйнований «ординською Москвою». Підтримує реінтеграцію Росії у Західну цивілізацію і виступає за створення російських національних республік у Російській Федерації. У своїх поглядах на історію СРСР солідарізується з борцями проти радянської влади, ОУН, УПА, РОА Власова та іншими. Визнає Голодомор геноцидом українців.

## Цитати
- |  | Сталін — це ім'я і лик Росії. Чи не голубина «Трійця» Рубльова, а портрет Сталіна, написаний брудом і кров'ю — ось її ікона. Вся російська історія, починаючи з Батия (а російська історія починається саме з Батия, а не з Києва), готувала Сталіна. Росія виношувала Сталіна кілька століть. Виношувала Зло. Достоєвський все чекав народження «російського Христа». Ось він і народився : «російський Христос» - це Сталін, не випадково йому сьогодні німб домальовують! Достоєвського нудило від цих страшних передчуттів, звідси всі його метання і копання. Він хотів вірити, що Зло йде до Росії ззовні, він не хотів бачити, що Зло в самій Росії. Що сама Росія - Зло. |
- Про акцію Pussy Riot:|  | ХХС — зриме втілення торжествуючої державної церкви, стрімко і органічно заповнила собою ідеологічний вакуум, що виник після уходу КПРС. Саме РПЦ допомогла значній частині пострадянського населення подолати кризу ідентичності: радянські без особливої ломки стали православними. Головне, що при цьому вони зберегли внутрішній комфорт і можливість отримувати прості відповіді на складні питання, оскільки смислова матриця їхньої свідомості не змінилася: Захід залишився ворогом, а Росія, як і раніше, йде своїм особливим шляхом. |
- |  | Від України, повторюю, Росія і Казахстан безмірно далекі, а от між ними двома спорідненість спостерігається безсумнівна. Якщо Київ слідуе західному вектору, то Кремль і Астана-Нурсултан явно тяжіють до такої собі східної деспотії, султанату. Нинішня Росія любить шукати своє коріння на дніпровських берегах, а чи не краще пошукати їх в східних степах, як і радять весь час наші євразійці? |

## Твори
- Тюрьма народа. Русский взгляд на Россию [Архівовано 7 листопада 2008 у Wayback Machine.]
- Русский передел
- Вспомним ту осень [Архівовано 13 лютого 2018 у Wayback Machine.]
- Прививка от фофудьи [Архівовано 21 листопада 2008 у Wayback Machine.]